# Richard Egan
Richard Egan (San Francisco, 29 luglio 1921 – Los Angeles, 20 luglio 1987) è stato un attore statunitense.
In alcuni film è apparso anche come Richard Eagan.

## Biografia
Nato a San Francisco (California), fu istruttore di judo per le truppe dell'esercito americano durante la Seconda guerra mondiale. Frequentò l'Università di San Francisco e la Stanford University. Compì gli studi teatrali, ottenendo nel 1949 un piccolo ruolo non accreditato nel film La prigioniera n. 27 (1949).
L'esordio gli consentì di siglare un contratto con la 20th Century Fox che lo fece apprezzare nel mondo nel cinema americano per il suo talento, la prestanza fisica e il look elegante. Nel 1956 interpretò Vance Reno nel western Fratelli rivali (1956), film in cui debuttò Elvis Presley nel ruolo del fratello minore Clint Reno, mentre nel 1959 fu l'uomo d'affari Ken Jorgenson nel celeberrimo Scandalo al sole (1959).
Nel 1960 recitò con Jane Wyman e Hayley Mills ne Il segreto di Pollyanna (1960), e con Joan Collins in Ester e il re (1960), un film di coproduzione italiana. Tra gli altri film cui prese parte, vanno ricordati anche l'epico L'eroe di Sparta (1962) e il giallo Geometria di un delitto (1969). Negli anni sessanta e settanta Egan lavorò molto per la televisione, ad esempio nella serie Empire (1962-1963) e nelle serie poliziesche Le strade di San Francisco (1973) e Sulle strade della California (1974-1976).
Nel 1982 divenne più noto anche al pubblico italiano in virtù della sua partecipazione a Capitol, prima soap opera trasmessa integralmente in Italia su Rai 2, in cui interpretava il cinico capofamiglia Samuel Pearson Clegg.
Morì a Los Angeles nel 1987 per un cancro alla prostata, all'età di 65 anni. Cattolico praticante, ebbe un fratello sacerdote, e fu sposato per trent'anni con l'attrice Patricia Hardy, da cui ebbe 5 figli.

## Filmografia parziale

### Cinema

Richard Egan nel film Ester e il re

- La prigioniera n. 27 (The Story of Molly X), regia di Crane Wilbur (1949) (non accreditato)
- Roba da matti (The Good Humor Man), regia di Lloyd Bacon (1950)
- I dannati non piangono (The Damned Don't Cry), regia di Vincent Sherman (1950)
- La congiura dei rinnegati (Return of the Frontiersman), regia di Richard L. Bare (1950) (non accreditato)
- L'assalto al treno postale (Wyoming Mail), regia di Reginald Le Borg (1950) (come Richard Eagan)
- Sparate senza pietà (Undercover Girl), regia di Joseph Pevney (1950)
- I predoni del Kansas (Kansas Raiders), regia di Ray Enright (1950)
- La città del terrore (The Killer That Stalked New York), regia di Earl McEvoy (1950) (non accreditato)
- La banda dei tre stati (Highway 301), regia di Andrew L. Stone (1950)
- Marmittoni al fronte (Up Front), regia di Alexander Hall (1951)
- I misteri di Hollywood (Hollywood Story), regia di William Castle (1951)
- Vittoria sulle tenebre (Bright Victory), regia di Mark Robson (1951)
- La calata dei mongoli (The Golden Horde), regia di George Sherman (1951)
- Jeff, lo sceicco ribelle (Flame of Araby), regia di Charles Lamont (1951)
- Kociss, l'eroe indiano (The Battle of Apache Pass), regia di George Sherman (1952)
- Contrabbando per l'oriente (Cripple Creek), regia di Ray Nazarro (1952)
- Operazione Z (One Minute to Zero), regia di Tay Garnett (1952)
- I lupi mannari (The Devil Makes Three), regia di Andrew Marton (1952)
- Il pirata Barbanera (Blackbeard, the Pirate), regia di Raoul Walsh (1952)
- Prigionieri della città deserta (Split Second), regia di Dick Powell (1953)
- Brigata di fuoco (The Glory Brigade), regia di Robert D. Webb (1953)
- The Kid from Left Field, regia di Harmon Jones (1953)
- La ragazza da 20 dollari (Wicked Woman), regia di Russell Rouse (1953)
- Attacco alla base spaziale U.S. (Gog), regia di Herbert L. Strock (1953)
- I gladiatori (Demetrius and the Gladiators), regia di Delmer Daves (1954)
- Gli ussari del Bengala (Khyber Patrol), regia di Seymour Friedman (1954)
- Il tesoro sommerso (Underwater!), regia di John Sturges (1955)
- Carovana verso il Sud (Untamed), regia di Henry King (1955)
- Sabato tragico (Violent Saturday), regia di Richard Fleischer (1955)
- Le sette città d'oro (Seven Cities of Gold), regia di Robert D. Webb (1955)
- Il treno del ritorno (The View from Pompey's Head), regia di Philip Dunne (1955)
- Femmina ribelle (The Revolt of Mamie Stover), regia di Raoul Walsh (1956)
- Web il coraggioso (Tension at Table Rock), regia di Charles Marquis Warren (1956)
- Fratelli rivali (Love Me Tender), regia di Robert D. Webb (1956)
- I bassifondi del porto (Slaughter on Tenth Avenue), regia di Arnold Laven (1957)
- Gli evasi del terrore (Voice in the Mirror), regia di Harry Keller (1958)
- I cacciatori (The Hunters), regia di Dick Powell (1958)
- Il re della prateria (These Thousand Hills), regia di Richard Fleischer (1959)
- Scandalo al sole (A Summer Place), regia di Delmer Daves (1959)
- Il segreto di Pollyanna (Pollyanna), regia di David Swift (1960)
- Ester e il re (Esther and the King), regia di Raoul Walsh e Mario Bava (1960)
- Il ranch della violenza (The Rugger Land), regia di Arthur Hiller (1962)
- L'eroe di Sparta (The 300 Spartans), regia di Rudolph Maté (1962)
- La tigre in corpo (Chubasco), regia di Allen H. Miner (1967)
- I distruttori (The Destructors), regia di Francis D. Lyon (1968)
- Geometria di un delitto (The Big Cube), regia di Tito Davison (1969)
- Gli spericolati (Downhill Racer), regia di Michael Ritchie (1969) (non accreditato)
- Moonfire, regia di Michael Parkhurst (1973)
- The Day of the Wolves, regia di Ferde Grofé Jr. (1973)
- Throw Out the Anchor!, regia di John Hugh (1974)
- Mission to Glory: A True Story, regia di Ken Kennedy (1977)
- Poliziotto privato: un mestiere difficile (The Amsterdam Kill), regia di Robert Clouse (1977)
- The Sweet Creek County War, regia di J. Frank James (1979)

### Televisione
- Empire - serie TV, 33 episodi (1962-1963)
- Redigo - serie TV, 15 episodi (1963)
- Le strade di San Francisco (The Streets of San Francisco) - serie TV, 1 episodio (1973)
- Matt Helm - serie TV, 1 episodio (1975)
- Sulle strade della California (Police Story) - serie TV, 2 episodi (1974-1976)
- Capitol - soap opera, 7 puntate (1982-1987)

## Doppiatori italiani
- Emilio Cigoli in Marmittoni al fronte, I misteri di Hollywood, Vittoria sulle tenebre, Il tesoro sommerso, Web il coraggioso, I bassifondi del porto, Gli evasi del terrore, Scandalo al sole, Il segreto di Pollyanna, Ester e il re, L'eroe di Sparta
- Gualtiero De Angelis in Contrabbando per l'oriente, Brigata di fuoco, I gladiatori, Sabato tragico, Le sette città d'oro, Il treno del ritorno, Femmina ribelle, Fratelli rivali, I cacciatori, Il re della prateria
- Adolfo Geri in I dannati non piangono, Il pirata Barbanera
- Mario Pisu in La calata dei mongoli, Carovana verso il Sud
- Bruno Persa in La prigioniera n. 27
- Nino Pavese in Kociss, l'eroe indiano
- Riccardo Cucciolla in La ragazza da 20 dollari
- Pino Locchi in Attacco alla base spaziale U.S.
- Carlo Baccarini in Capitol
- Sergio Fiorentini in Le strade di San Francisco